# Estuaire
Estuaire je jednou z 9 provincií v Gabonu. Pokrývá území o rozloze 20 740 km². Hlavní město provincie je Libreville, které je zároveň hlavním městem celé země. Západní roh provincie leží v Guinejském zálivu. Na severu provincie hraničí s Rovníkovou Guineou.

Estuaire na mapě Gabonu
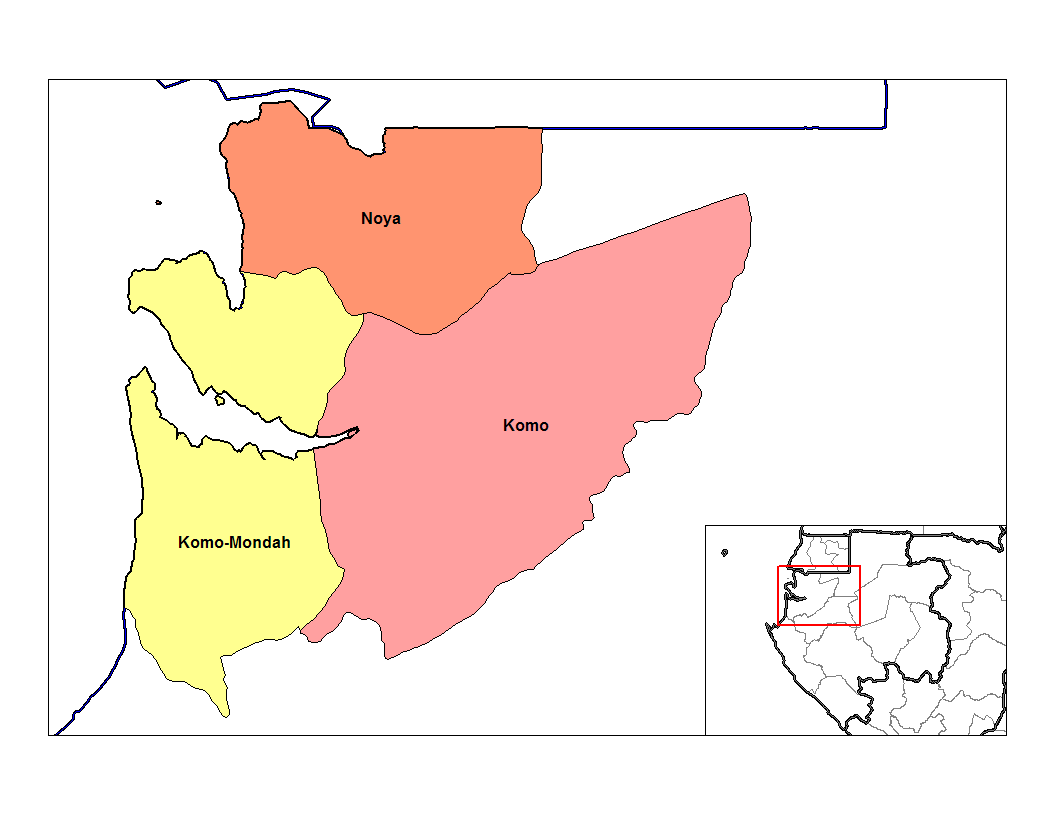
Departmenty provincie Estuaire

## Departmenty
Provincie je rozdělena do 6 departmentů:
- Komo (Kango)
- Komo-Mondah (Ntoum)
- Noya (Cocobeach)
- Cap Estérias (Cap Estérias)
- Komo-Océan (Ndzomoe)
- Libreville